# Jimmy Stewart (Rennfahrer)
James Robert „Jimmy“ Stewart (* 6. März 1931 in Milton, West Dunbartonshire; † 3. Januar 2008) war ein britischer Motorsportler. Der Schotte war der ältere Bruder von Jackie Stewart.

## Karriere
Stewart kam früh mit Autos und Motorsport in Berührung. Sein Vater Bob Stewart, der selbst bei Motorradrennen antrat, betrieb ein Autohaus und eine Autowerkstatt. Dieser besorgte ihm einen Jaguar C-Type, mit dem er erste Rennen fahren konnte. 1952 wurde er vom Rennfahrer David Murray entdeckt und von dessen Rennmannschaft Ecurie Ecosse verpflichtet. In einem Cooper T20 trat er 1953 in der Formel 1 beim Großen Preis von Großbritannien an, rutschte aber in der 79. Runde bei Nässe von der Strecke und konnte das Rennen nicht beenden.
Nach einem Unfall bei Training zum Eifelrennen 1955 beendete er seine Karriere. Anschließend arbeitete er im Autoverkauf in Großbritannien und den Vereinigten Staaten.
Nach den wiederholten Unfällen und Verletzungen seines Bruders verboten die Eltern Jackie Stewart zunächst den Motorsport, sodass sich dieser auf seine andere Leidenschaft, das Tontaubenschießen, konzentrierte. In seiner Autobiografie verwies Jackie dennoch auf den großen Einfluss seines Bruders, der ihn zum Motorsport brachte.

## Statistik

### Statistik in der Automobil-Weltmeisterschaft

#### Gesamtübersicht
| Saison | Team          | Chassis    | Motor          | Rennen | Siege | Zweiter | Dritter | Poles | schn. Rennrunden | Punkte | WM-Pos. |
| ------ | ------------- | ---------- | -------------- | ------ | ----- | ------- | ------- | ----- | ---------------- | ------ | ------- |
| 1953   | Ecurie Ecosse | Cooper T20 | Bristol 2.0 L6 | 1      | −     | −       | −       | −     | −                | −      | NC      |
| Gesamt | Gesamt        | Gesamt     | Gesamt         | 1      | −     | −       | −       | −     | −                | −      |         |

#### Einzelergebnisse
| Saison | 1 | 2 | 3 | 4 | 5   | 6 | 7 | 8 | 9 |
| ------ | - | - | - | - | --- | - | - | - | - |
| 1953   |   |   |   |   |     |   |   |   |   |
|        |   |   |   |   | DNF |   |   |   |   |

| Legende  | Legende            | Legende                                                          |
| Farbe    | Abkürzung          | Bedeutung                                                        |
| -------- | ------------------ | ---------------------------------------------------------------- |
| Gold     | –                  | Sieg                                                             |
| Silber   | –                  | 2. Platz                                                         |
| Bronze   | –                  | 3. Platz                                                         |
| Grün     | –                  | Platzierung in den Punkten                                       |
| Blau     | –                  | Klassifiziert außerhalb der Punkteränge                          |
| Violett  | DNF                | Rennen nicht beendet (did not finish)                            |
| Violett  | NC                 | nicht klassifiziert (not classified)                             |
| Rot      | DNQ                | nicht qualifiziert (did not qualify)                             |
| Rot      | DNPQ               | in Vorqualifikation gescheitert (did not pre-qualify)            |
| Schwarz  | DSQ                | disqualifiziert (disqualified)                                   |
| Weiß     | DNS                | nicht am Start (did not start)                                   |
| Weiß     | WD                 | zurückgezogen (withdrawn)                                        |
| Hellblau | PO                 | nur am Training teilgenommen (practiced only)                    |
| Hellblau | TD                 | Freitags-Testfahrer (test driver)                                |
| ohne     | DNP                | nicht am Training teilgenommen (did not practice)                |
| ohne     | INJ                | verletzt oder krank (injured)                                    |
| ohne     | EX                 | ausgeschlossen (excluded)                                        |
| ohne     | DNA                | nicht erschienen (did not arrive)                                |
| ohne     | C                  | Rennen abgesagt (cancelled)                                      |
| ohne     | keine WM-Teilnahme |                                                                  |
| sonstige | P/fett             | Pole-Position                                                    |
| sonstige | 1/2/3/4/5/6/7/8    | Punktplatzierung im Sprint-/Qualifikationsrennen                 |
| sonstige | SR/kursiv          | Schnellste Rennrunde                                             |
| sonstige | *                  | nicht im Ziel, aufgrund der zurückgelegten Distanz aber gewertet |
| sonstige | ()                 | Streichresultate                                                 |
| sonstige | unterstrichen      | Führender in der Gesamtwertung                                   |

### Einzelergebnisse in der Sportwagen-Weltmeisterschaft
| Saison | Team          | Rennwagen     | 1   | 2   | 3   | 4   | 5   | 6   | 7   |
| ------ | ------------- | ------------- | --- | --- | --- | --- | --- | --- | --- |
| 1953   | Ecurie Ecosse | Jaguar C-Type | SEB | MIM | LEM | SPA | NÜR | RTT | CAP |
| 1953   | Ecurie Ecosse | Jaguar C-Type |     | 6   |     |     |     |     |     |
| 1954   | Ecurie Ecosse | Jaguar C-Type | BUA | SEB | MIM | LEM | RTT | CAP |     |
| 1954   | Ecurie Ecosse | Jaguar C-Type | DNF |     |     |     |     |     |     |